# National Historic Fleet
La National Historic Fleet est une liste de navires historiques du Royaume-Uni faisant partie du registre du National Historic Ships créé en 2006.

Le National Historic Ships UK est un organe consultatif qui conseille le Secrétaire d'État à la Culture, aux Médias et au Sport et d'autres organismes publics sur la préservation des navires du patrimoine et les priorités de leur financement. Dans le cadre de cette mission, le National Register of Historic Vessels (NRHV), depuis septembre 2014, émarge dans le compte de plus de 1000 navires répertoriés par le National Historic Ships.
La National Historic Fleet est un sous-groupe de ce registre dont les navires se distinguent par : 
- leur importance nationale ou régionale ;
- leur histoire dans la vie maritime du Royaume-Uni ;
- leur information sur les évolutions dans la construction et la technologie ;
- leur priorité en ce qui concerne la conservation à long terme.

Cette flotte historique nationale peut également comprendre des navires plus petits du registre national ayant un minimum de 50 ans et qui répondent aux critères susmentionnés.
En Septembre 2014, 206 navires sont inscrits sur le registre, y compris les navires de musée, ceux qui sont encore en service actif ou commercial. Un certain nombre sont actuellement toujours mis en place, après une restauration achevée ou en instance.

## voir aussi
- (en) Cet article est partiellement ou en totalité issu de l’article de Wikipédia en anglais intitulé « National Historic Fleet » (voir la liste des auteurs).